# Helmut Finke (Instrumentenbauer)
Helmut Finke (* 7. April 1923 in Herford; † 30. Oktober 2009 ebenda) war ein deutscher Musiker, Instrumentenbauer und Unternehmer.

## Leben und Beruf
Finkes Vater war der sozialdemokratische Politiker Julius Finke. Seinen ersten Trompetenunterricht bekam Finke zwölfjährig bei einem Militärmusiker. 1942 wurde Helmut Finke als Soldat zur Wehrmacht eingezogen, 1943 wurde er bei einem Fronteinsatz in Russland schwer verwundet und vom weiteren Militärdienst freigestellt. Bis 1945 führte er sein Ingenieurstudium fort. Parallel dazu intensivierte er sein Trompetenstudium bei einem Orchestermusiker in Bielefeld. Da nach Kriegsende der Beruf des Maschinenbauers durch die Zerstörungen und Demontage der Industriebetriebe nur eine ungewisse Zukunft bot, entschied er sich für die Musik. Im wieder aufgebauten städtischen Orchester Herford wurde Finke 1945 der 2. Trompeter (1. Trompeter: Walter Holy).
Im Jahre 1950 begann Helmut Finke mit der Produktion individueller Mundstücke. Reparaturaufträge an Blechblasinstrumenten wurden ebenfalls ausgeführt. Ab 1951 baute er seine erste Trompete aus alten Teilen und begann mit dem Aufbau einer Werkstatt zur Herstellung von hochwertigen Metallblasinstrumenten.

## Nachbau historischer Instrumente
1954 hatte Finke bereits einen Namen für den Nachbau historischer Instrumente, z. B. der Renaissance-Tenorposaunen oder der engmensurierten B-Trompeten. Zwischen 1955 und 1956 entstanden die ersten Hoch-D- und Hoch-F-Trompeten und der Satz historischer Posaunen, zum Beispiel der Eheposaunen (Barockposaunen) aus dem Germanischen Nationalmuseum in Nürnberg. In dieser Zeit wurden auch die ersten Waldhörner und andere große Blechblasinstrumente hergestellt. Im Jahre 1959 konstruierten Helmut Finke und Otto Steinkopf gemeinsam die runde Clarintrompete nach der berühmten Clarintrompete, die auf dem Porträt des Leipziger Ratsmusikers Gottfried Reiche von Elias Gottlob Haußmann aus dem Jahre 1727 abgebildet ist. Reiche war der bevorzugte Trompeter Johann Sebastian Bachs. Zum Finkeschen Fertigungsprogramm gehörten auch Hoch-B-Trompeten in unterschiedlichen Bauarten. So wurde Helmut Finke als Instrumentenbauer und Musiker einer der Pioniere der „Alten Musik“-Szene.

## Innovator
Die steigende Nachfrage nach seinen Instrumenten und die ständige Verbesserung der Fertigungstechniken waren 1964 die Gründe für den Neubau einer geräumigen Werkstatt und damit den Umzug nach Vlotho-Exter.
Es ist ein besonderes Verdienst von Helmut Finke, dass der Instrumentenbau neben der traditionellen und oft mystifizierten Handwerkskunst zunehmend auf objektiven physikalischen Erkenntnissen basiert. Grund dafür ist die langjährige Zusammenarbeit mit der Physikalisch-Technischen Bundesanstalt (PTB) in Braunschweig, die ein Institut für musikalische Grundlagenforschung unterhielt. Ab 1970 flossen die Forschungsergebnisse in die Produktion von neuen Instrumentenmodellen ein. 1973 und 1974 waren die ersten Diskantdoppel- und Triplehörner entwickelt und gefertigt. Durch die Umsetzung der physikalischen und musikalischen Erfordernisse in neue Fertigungsverfahren war es Finke möglich, Patente für Instrumentenbauteile und Maschinen anzumelden.
Seit den siebziger Jahren wurden Waldhörner neben Trompeten und Posaunen zum Hauptprodukt, wobei der Sonderinstrumentenbau (Hörner mit Wienerventilen, Wagnertuben etc.) mit besonders meisterhaften Instrumenten immer auch Bestandteil seiner Arbeit war.
Lange Jahre war die Finke GmbH & Co eines der weltweit wenigen Unternehmen, in denen alle Bestandteile der Instrumente (Ventile, Rohre, Schallstücke etc.) aus dem Rohmaterial hergestellt wurden.

## Der Musiker
In den Gründungsjahren war Finke parallel noch als Berufsmusiker aktiv. Er hatte sich inzwischen auf hohe Trompetenpartien spezialisiert. Mit seinem Freund Walter Holy und später Ingus Schmidt bildete er das erste Trompeterterzett der „Cappella Coloniensis“. Von Finke wird berichtet, dass er auch bis in sein siebzigstes Lebensjahr Trompete spielte und bereits am frühen Morgen uneingeblasen mit hohen Orchestersoli Trompeten testete. Sein letzter öffentlicher Auftritt als Solist fiel in die Zeit von 1985 bis 1987.

## Ausbilder
Besondere Verdienste erwarb sich Finke auch in der Ausbildung von Lehrlingen zu Metallblasinstrumentenmachern und Feinmechanikern. Mehrere Generationen durchliefen die strenge, aber stets fachlich überragende Schule des „Meisters“. Viele davon wurden als beste ihres Jahrganges und im Leistungswettbewerb des Deutschen Handwerks ausgezeichnet.

## Fortführung des Unternehmens
Nach seinem Rückzug aus der aktiven Arbeit wird das Unternehmen von Johannes Finke, seinem jüngsten Sohn aus zweiter Ehe, weitergeführt. Sein Sohn Christian Finke war ebenfalls im Unternehmen tätig, er starb am 4. Juni 2017.